# Clathria depressa
Clathria depressa är en svampdjursart som beskrevs av Sarà och Melone 1966. Clathria depressa ingår i släktet Clathria och familjen Microcionidae.
Artens utbredningsområde är Italien. Inga underarter finns listade i Catalogue of Life.